# Präfektur Tochigi
Tochigi (jap. 栃木県 Tochigi-ken, englisch Tochigi Prefecture ‚Präfektur Tochigi‘) ist eine der Präfekturen Japans und liegt in der Region Kantō auf der Insel Honshū. Sitz der Präfekturverwaltung ist Utsunomiya. Namensgebend war als ursprüngliche Hauptstadt im 19. Jahrhundert die gleichnamige Stadt Tochigi.

## Geschichte
In der Antike (und als geographische Einheit durchgehend bis ins späte 19./frühe 20. Jahrhundert oder gelegentlich bis heute) lag auf dem heutigen Gebiet von Tochigi die Provinz Shimotsuke, die aus neun Kreisen bestand. Im frühen 15. Jh. wurde die Ashikaga Gakkō, Japans älteste Hochschule, eröffnet. Im frühen 17. Jh. wurde Japan durch den Shōgun Tokugawa Ieyasu politisch vereinigt.
In der späten Tokugawa-Zeit betrug das Gesamtnominaleinkommen der Territorien von Shimotsuke über 750.000 Koku, mehr als 200.000 davon erbrachte der Kreis Tsuga. Die Provinz war zwischen Shōgunatsdomäne, darin vor allem die Stadt Nikkō mit dem Tokugawa-Mausoleum, und verschiedenen Fürstentümern aufgeteilt (s. Liste der Han#Provinz Shimotsuke für die Fürstentümer mit Sitz in der Provinz; aber es gab auch zahlreiche Territorien von Fürstentümern mit Sitz in anderen Provinzen). Das größte war das Fürstentum Utsunomiya mit Sitz auf der Burg Utsunomiya und 68.000 Koku Nominaleinkommen aus vier Landkreisen von Shimotsuke. Es wurde von den Toda beherrscht.
In der Meiji-Restauration entstand aus der Shogunatsstadt Nikkō und den ehemaligen Shogunats- und Hatamotoländern in Shimotsuke 1868/69 die Präfektur Nikkō (日光県 -ken; anfangs Mooka). Bei der ersten Welle von Präfekturfusionen, die der Umwandlung aller verbliebenen Fürstentümer in Präfekturen 1871 folgte und Ex- und Enklaven beseitigte, entstanden auf dem Gebiet von Shimotsuke bis 1872 zwei kompakte Präfekturen: Tochigi mit Verwaltungssitz in der Stadt Tochigi, bestehend aus fünf Kreisen im Südwesten von Shimotsuke und drei Kreisen im Südosten von Kōzuke, und Utsunomiya mit Verwaltungssitz in der Stadt Utsunomiya mit den vier nordöstlichen Kreisen von Shimotsuke. Am 15. Juni 1873 wurden die beiden als Präfektur Tochigi vereinigt. 1876 erreichte sie im Wesentlichen ihre heutigen Grenzen, als die drei Landkreise von Kōzuke an die Präfektur Gunma übertragen wurden und Tochigi damit praktisch deckungsgleich mit der Provinz Shimotsuke wurde. Die erste Parlamentswahl erfolgte wie in den meisten Präfekturen 1879. 1884 wurde die Hauptstadt von Tochigi nach Utsunomiya verlegt. 1889 wurden bei der Einführung der deutsch beeinflussten heutigen Gemeindeformen die Landkreise von Tochigi in 26 Städte und 145 Dörfer eingeteilt. Eine kreisfreie Stadt gab es zunächst bis 1896 nicht, als die Stadt Utsunomiya vom Kreis Kawachi getrennt wurde.
Im März 2011 war die Radioaktivität in Tochigi als Folge der Nuklearkatastrophe von Fukushima 33-mal höher als der Normalwert.
2012 wurde der Asteroid (19731) Tochigi nach der Präfektur benannt.

## Wirtschaft
Bezüglich des Wertes der produzierten Güter des verarbeitenden Gewerbes liegt  Tochigi landesweit an 12. Stelle, und der Anteil des verarbeitenden Gewerbes am BIP ist der zweithöchste in Japan (2017). Tochigi verfügt über ein ausgewogenen Spektrums an verarbeitenden Industrien; insbesondere jedoch im pharmazeutischen und medizinischen Bereich und im Transportausrüstungssektor, wie z. B. Automobil-, Flugzeug- und Industrietransport.
| Unternehmen (engl. Übersetzung, u. U. mehrdeutig) | Ort                                        | Tätigkeitsfeld                               |
| ------------------------------------------------- | ------------------------------------------ | -------------------------------------------- |
| Bridgestone Corporation                           | Nasushiobara City                          | Autoreifen                                   |
| Bosch Corporation                                 | Nasushiobara City                          | Automatische Bremsen                         |
| Honda R & D Co., Ltd.                             | Haga County Takanezawa Town, Shioya County | Entwicklung Verbrennungsmotoren              |
| Honda Motor Co., Ltd.                             | Takanezawa Town, Shioya County             | SUV-Produktion                               |
| Keihin Corporation                                | Takanezawa Town, Shioya County             | Forschung und Entwicklung Automationssysteme |
| Honda Engineering Co., Ltd.                       | Haga County                                | Bauteile für Autos                           |
| Fuji Heavy Industries Ltd.                        | Utsunomiya                                 | Flugzeuge                                    |
| Nissan Motor Co., Ltd.                            | Kaminokawa Town, Kawachi County            | Autos                                        |
| Komatsu Ltd.                                      | Oyama City                                 | Dieselmotoren                                |
| Hitachi Metals, Ltd.                              | Mooka City                                 | Autoteile                                    |
| GKN Driveline Japan                               | Tochigi City                               | Automation                                   |
| Isuzu Motors limited                              | Tochigi City                               | Dieselmotoren                                |
| Toshiba Medical Systems Corporation               | Otawara City                               | Medizinische Geräte                          |
| Mochida Pharmaceutical Plant Co., Ltd.            | Otawara City                               | Arzneimittel                                 |
| Chugai Pharma Manufacturing Co., Ltd.             | Utsunomiya City                            | Arzneimittel                                 |
| Hisamitsu Pharmaceutical Co., Inc.                | Utsunomiya City                            | Arzneimittel                                 |
| Mani, Inc.                                        | Utsunomiya City                            | Medizinische Geräte                          |
| GlaxoSmithKline K.K.                              | Nikko City                                 | Arzneimittel                                 |
| Nakanishi Inc.                                    | Kanuma City                                | Medizinische Geräte                          |
| Kao Corporation                                   | Ichikai Town, Haga County                  | Zellstoffprodukte                            |
| Mitsubishi Tanabe Pharma Factory Ltd.             | Ashikaga City                              | Tiermedizin                                  |
| Tochigi Nikon Corporation                         | Otawara City                               | Optische Linsen                              |
| Tokyo Keiki Inc.                                  | Nasu Town, Nasu County                     | Nautische Instrumente für Flugzeuge          |
| Canon Inc.                                        | Utsunomiya City                            | Optische Linsen                              |
| Canon Optics R & D Center                         | Utsunomiya City                            | Optische Linsen                              |
| Mitsutoyo Corporation                             | Utsunomiya City                            | Messgeräte                                   |
| FUJIFILM Optics Co., Ltd.                         | Sano City                                  | Optische Linsen                              |
| Fujitsu Limited                                   | Otawara City                               | Mobiltelefone                                |
| Sharp Corporation                                 | Yaita City                                 | Fernseher                                    |
| Panasonic, AVC Networks Company                   | Utsunomiya City                            | Fernseher                                    |
| Hitachi Appliance, Inc.                           | Tochigi City                               | Klimatechnik                                 |
| Kagome Co., Ltd.                                  | Nasu-Shiobara City                         | Lebensmittel                                 |
| Calbee, inc.                                      | Utsunomiya City                            | Lebensmittel                                 |
| Marudai Food Co., Ltd.                            | Shimotsuke City                            | Lebensmittel                                 |
| Suntory Liquors Limited                           | Tochigi City                               | Getränke                                     |
| House Foods Corporation                           | Sano City                                  | Lebensmittel                                 |
| Morinaga Co., Ltd.                                | Oyama City                                 | Lebensmittel                                 |

## Politik
- Minshu shimin club („Demokratischer Bürgerklub“; mit KDP): 6
- Kenmin Club („Präfekturbürgerklub“): 3
- Ein-Mitglied-Fraktionen (darunter KPJ, Ishin): 7
- Kōmeitō: 3
- LDP: 31

Gouverneur von Tochigi ist seit 2004 Tomikazu Fukuda, ehemaliger Bürgermeister von Utsunomiya, der seinen Vorgänger Akio Fukuda besiegen konnte. Er wurde bei der Gouverneurswahl im November 2024 mit LDP-Kōmeitō-Unterstützung gegen einen von linken Parteien (KPJ, SDP) unterstützten Gegenkandidaten mit über 80 % der Stimmen für eine sechste Amtszeit bestätigt und ist damit derzeit der landesweit am längsten amtierende Gouverneur. Die Wahlbeteiligung sank auf 32 %. Im 50-köpfigen Parlament blieb die Liberaldemokratische Partei (LDP) bei der Wahl im April 2023 mit Abstand stärkste Kraft.
Im nationalen Parlament wird Tochigi direkt durch fünf Abgeordnete im Unterhaus und zwei im Oberhaus vertreten, namentlich nach den Wahlen 2019, 2022, 2024 und seitherigen Parteiwechseln (Stand: November 2024):
- im Unterhaus durch die Liberaldemokraten Hajime Funada, Kazuo Yana und Toshimitsu Motegi sowie für die KDP Ex-Gouverneur Akio Fukuda und Takao Fujioka,
- im Oberhaus durch die Liberaldemokraten Michiko Ueno (bis 2028) und Katsunori Takahashi (bis 2025).

## Verwaltungsgliederung
Nach Abschluss der Großen Heisei-Gebietsreformen gibt es seit 2014 nur noch 25 Gemeinden in Tochigi: 14 kreisfreie Städte (市 -shi) und 11 [historisch kreisangehörige] Städte (町 -machi). Von den 1878/79 ursprünglich zehn/nach der Umsetzung der Kreisordnung 1897 acht modernen Landkreisen (郡 -gun), die mit der Abschaffung in den 1920er Jahren wieder auf geographische Einheiten reduziert wurden, sind heute noch fünf übrig. Das letzte eigenständige Dorf (村 -mura) in Tochigi verschwand 2006 von der Landkarte.
| Transkribierter Name (ohne Suffix)                     | Typ/Suffix | Name (japanisch) | Schlüssel (ohne Präf. & Prüfziffer) | Kreis (-gun) | Fläche (in km²) (1. Januar 2023) | Einwohnerzahl (1. März 2021) |
| ------------------------------------------------------ | ---------- | ---------------- | ----------------------------------- | ------------ | -------------------------------- | ---------------------------- |
| Utsunomiya (Sitz der Präfekturverwaltung, „Kernstadt“) | -shi       | 宇都宮市         | 201                                 | –            | 416,85                           | 518.197                      |
| Ashikaga                                               | -shi       | 足利市           | 202                                 | –            | 177,76                           | 142.882                      |
| Tochigi                                                | -shi       | 栃木市           | 203                                 | –            | 331,50                           | 153.508                      |
| Sano                                                   | -shi       | 佐野市           | 204                                 | –            | 356,04                           | 114.842                      |
| Kanuma                                                 | -shi       | 鹿沼市           | 205                                 | –            | 490,64                           | 94.591                       |
| Nikkō                                                  | -shi       | 日光市           | 206                                 | –            | 1.449,83                         | 77.027                       |
| Oyama                                                  | -shi       | 小山市           | 208                                 | –            | 171,75                           | 167.874                      |
| Mooka                                                  | -shi       | 真岡市           | 209                                 | –            | 167,34                           | 78.665                       |
| Ōtawara                                                | -shi       | 大田原市         | 210                                 | –            | 354,36                           | 72.923                       |
| Yaita                                                  | -shi       | 矢板市           | 211                                 | –            | 170,46                           | 31.145                       |
| Nasu-Shiobara                                          | -shi       | 那須塩原市       | 213                                 | –            | 592,74                           | 115.602                      |
| Sakura                                                 | -shi       | さくら市         | 214                                 | –            | 125,63                           | 44.777                       |
| Nasu-Karasuyama                                        | -shi       | 那須烏山市       | 215                                 | –            | 174,35                           | 24.456                       |
| Shimotsuke                                             | -shi       | 下野市           | 216                                 | –            | 74,59                            | 59.404                       |
| Kaminokawa                                             | -machi     | 上三川町         | 301                                 | Kawachi      | 54,39                            | 30.886                       |
| Mashiko                                                | -machi     | 益子町           | 342                                 | Haga         | 89,40                            | 21.621                       |
| Motegi                                                 | -machi     | 茂木町           | 343                                 | Haga         | 172,69                           | 11.631                       |
| Ichikai                                                | -machi     | 市貝町           | 344                                 | Haga         | 64,25                            | 11.205                       |
| Haga                                                   | -machi     | 芳賀町           | 345                                 | Haga         | 70,16                            | 14.833                       |
| Mibu                                                   | -machi     | 壬生町           | 361                                 | Shimo-Tsuga  | 61,06                            | 39.151                       |
| Nogi                                                   | -machi     | 野木町           | 364                                 | Shimo-Tsuga  | 30,27                            | 24.903                       |
| Shioya                                                 | -machi     | 塩谷町           | 384                                 | Shioya       | 176,06                           | 10.152                       |
| Takanezawa                                             | -machi     | 高根沢町         | 386                                 | Shioya       | 70,87                            | 29.123                       |
| Nasu                                                   | -machi     | 那須町           | 407                                 | Nasu         | 372,34                           | 23.435                       |
| Nakagawa                                               | -machi     | 那珂川町         | 411                                 | Nasu         | 192,78                           | 14.921                       |
| Tochigi                                                | -ken       | 栃木県           | 000 (JP-09)                         | –            | 6.408,09                         | 1.927.754                    |

## Sehenswürdigkeiten und Landmarken (Auswahl)

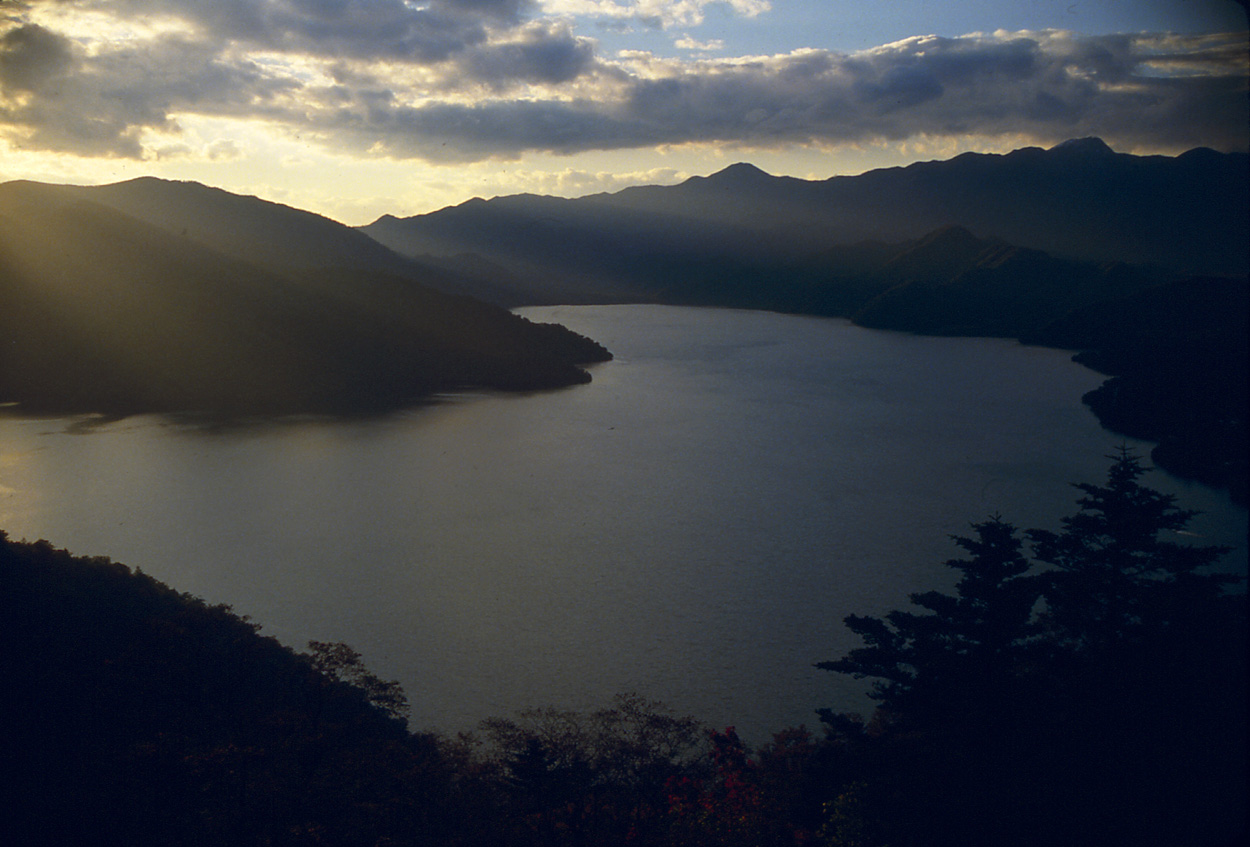
Chūzenji
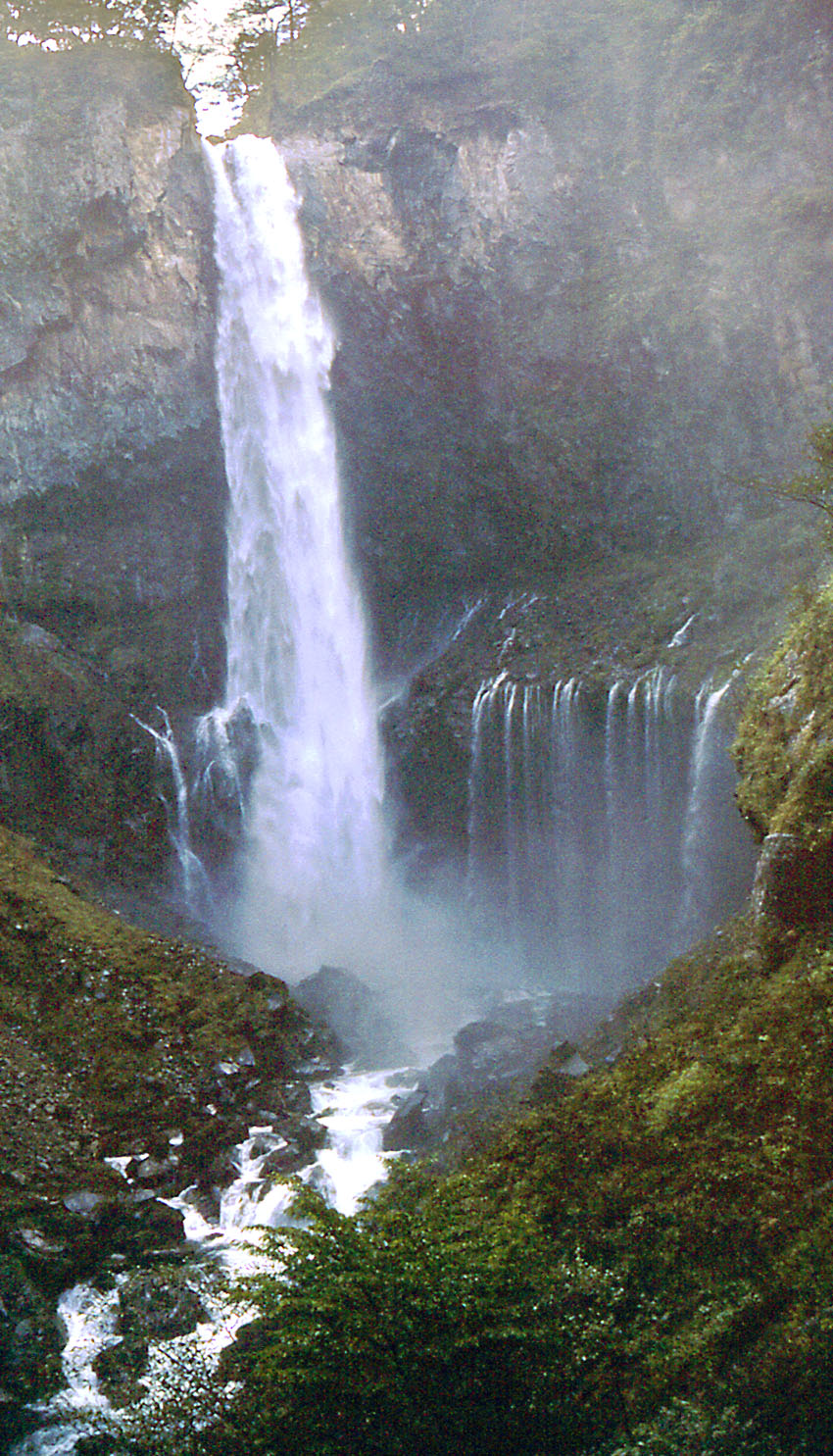
Kegon-Fälle
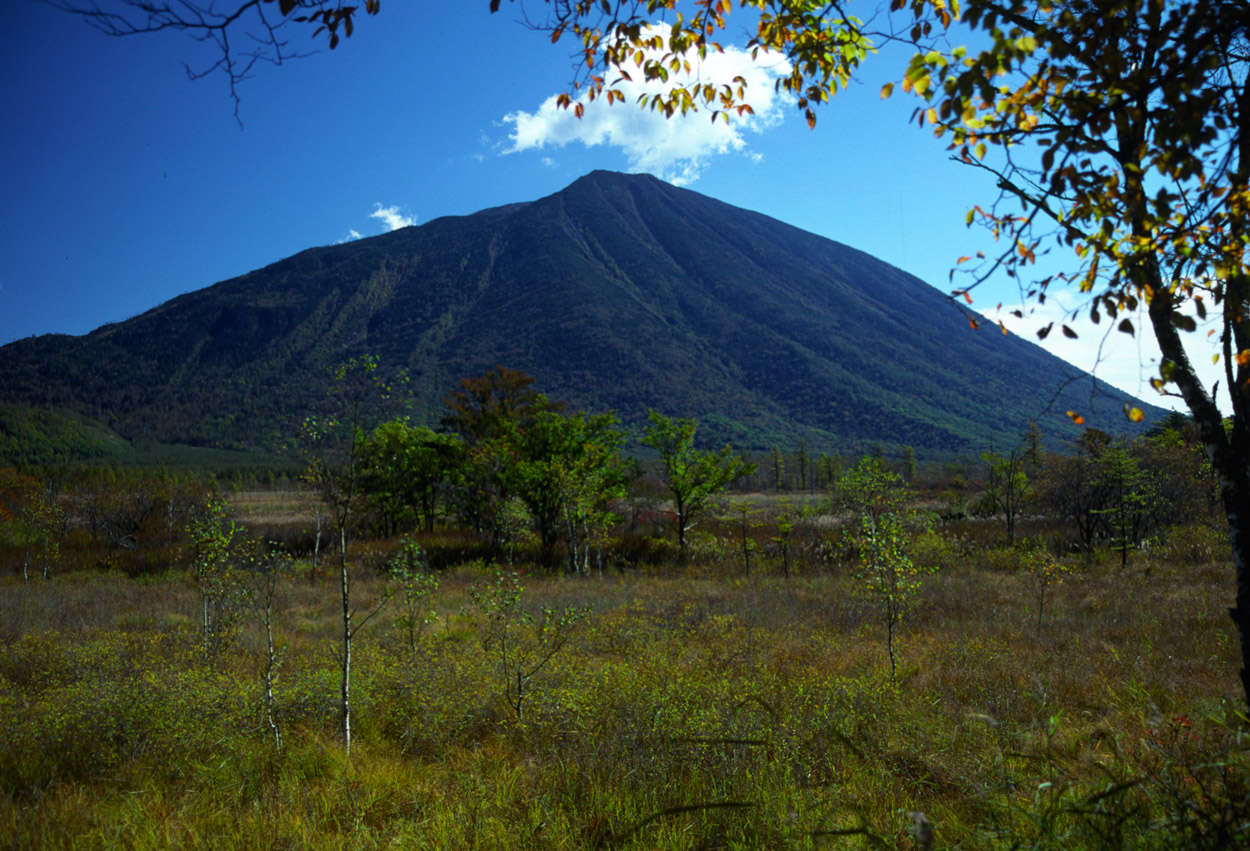
Nantaisan
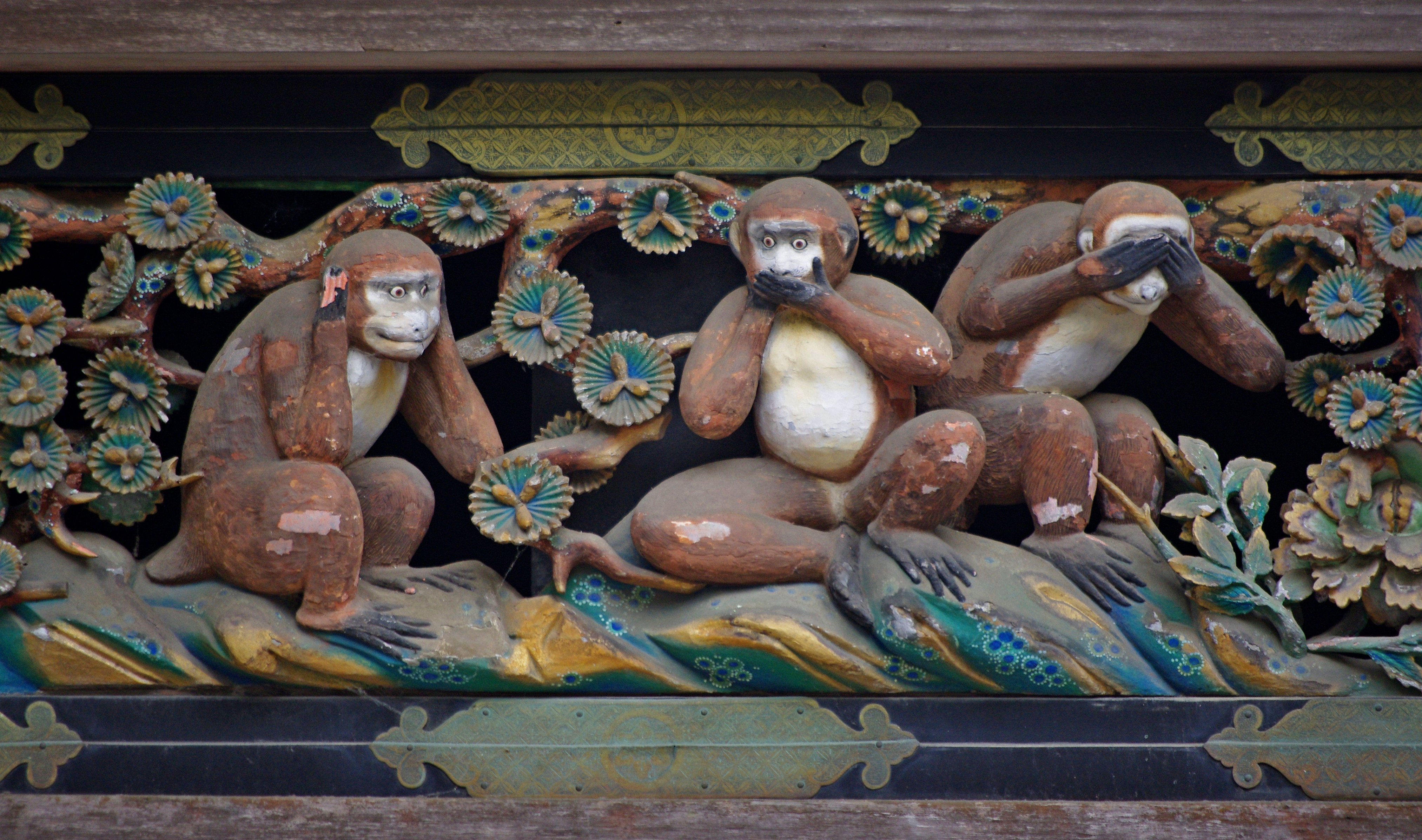
Die drei Affen von Nikkō
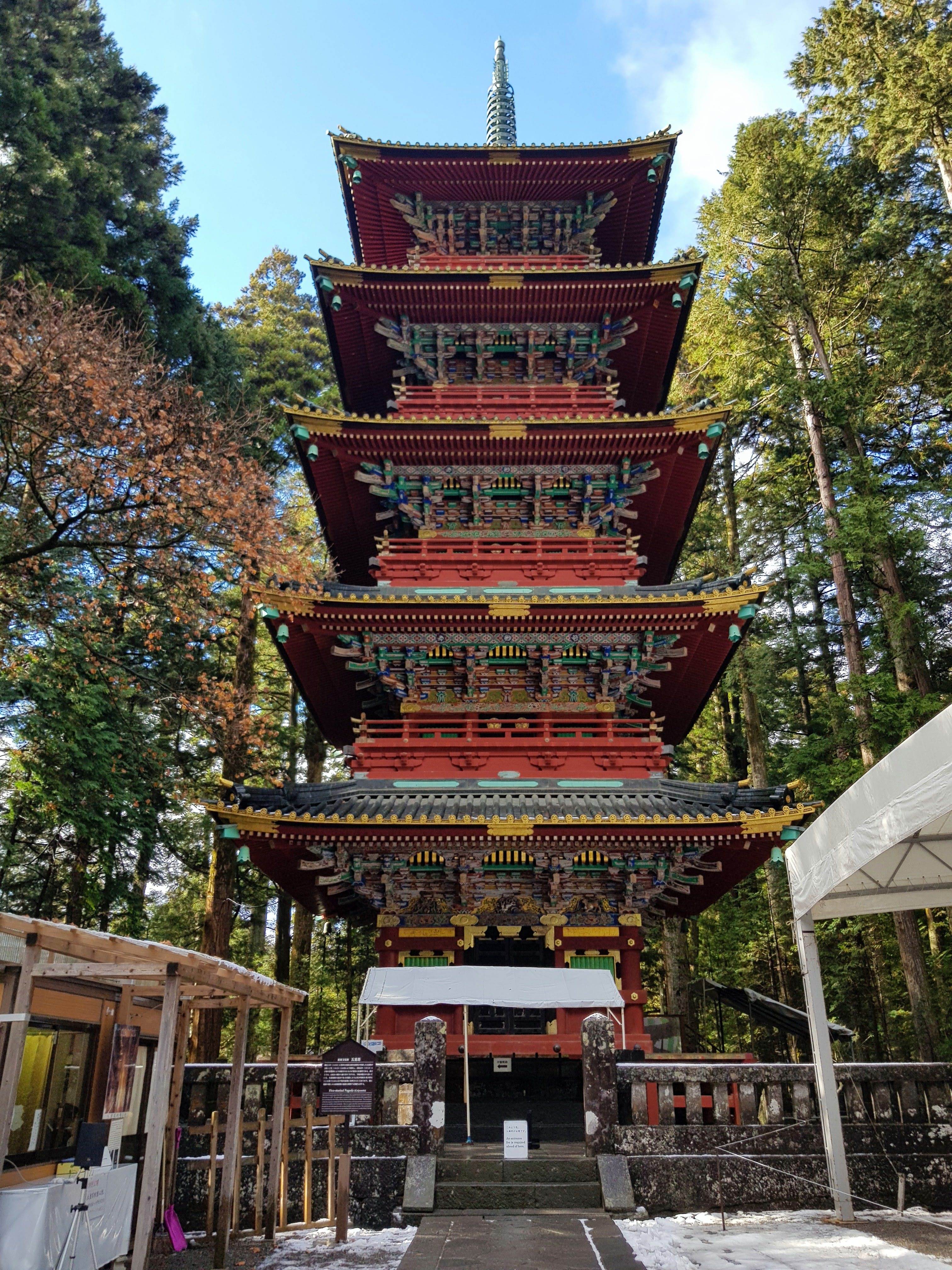
Pagode in Nikkō